# Niepodległość Panamy od Hiszpanii
Niepodległość Panamy od Hiszpanii została oficjalnie ogłoszona 28 listopada 1821 roku. Proces uzyskania niepodległości nie spotkał się z przeciwdziałaniem Hiszpanii i Panama z własnej woli weszła w skład Wielkiej Kolumbii.

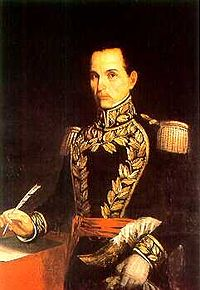
José de Fábrega.

Obszar dzisiejszej Panamy na początku XIX wieku zamieszkiwało 72 tysiące mieszkańców. Dzielił się on na prowincje Panamy i Veraguas, które wchodziły w skład Wicekrólestwa Nowej Granady. Podczas gdy w południowoamerykańskiej części wicekrólestwa rozpoczęły się walki niepodległościowe, mieszkańcy przesmyku zachowali spokój. Skłoniło to wicekróla do przeniesienia siedziby z Santa Fe do Panamy w marcu 1812 roku. Wojna dotarła do prowincji w kwietniu 1814 roku, kiedy to siły zbuntowanej Nowej Granady i Wielkiej Brytanii zajęły Porto Belo. Powołały one do życia rząd republikański, który jednak nie miał żadnego oparcia w społeczeństwie. Szybko też przestał istnieć. 

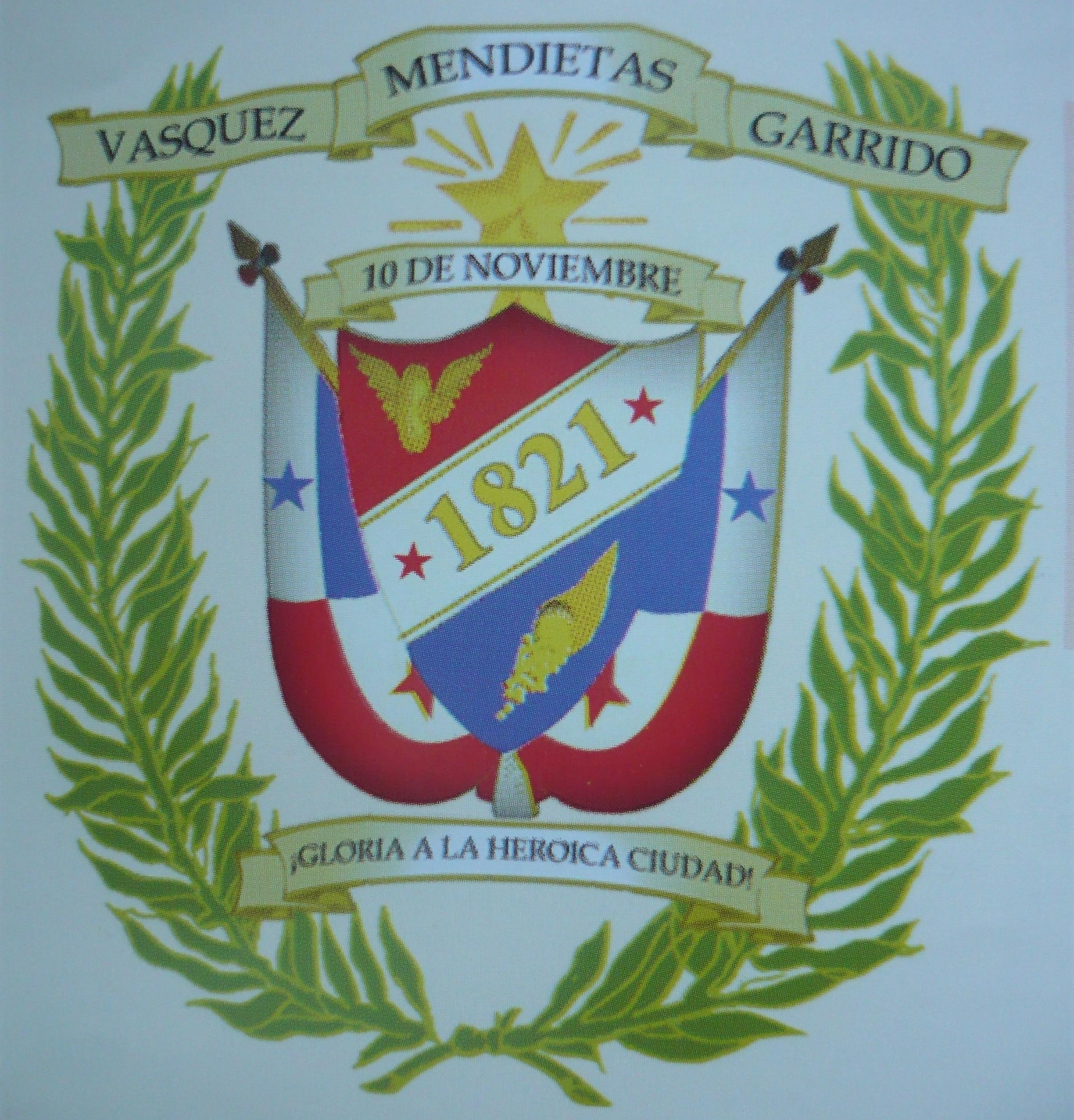
Herb miasta La Villa de Los Santos nawiązuje do ogłoszenia w nim niepodległości 10 listopada 1821 roku.

Klimat polityczny zmienił się na terytorium Panamy w 1821 roku. Zmarł dotychczasowy wicekról Nowej Granady, a jego następcą został liberał i konstytucjonalista, który wkrótce opuścił Panamę i udał się do Ekwadoru. Obowiązki gubernatora przejął Panamczyk – pułkownik José de Fábrega. Przygotowania do secesji podjęto w mieście Panama, jednak jako pierwsze zbuntowało się La Villa de Los Santos, które 10 listopada ogłosiło niepodległość od Hiszpanii . Inicjatywę podjętą przez Segunda Villareala i Rufinę Alfaro znalazła naśladowców w miastach takich jak Natá de los Caballeros, Penonomé, Ocú i Parita. Decyzję o ogłoszeniu niepodległości w stolicy departamentu podjęło 28 listopada 1821 roku obradujące w ratuszu zgromadzenie obywateli (hiszp. cabildo abierto), w którego skład wchodziło 31 największych właścicieli ziemskich i kupców. Data ta obchodzona jest w Panamie jako święto niepodległości. Decyzja Panamczyków spotkała się z pokojową reakcją dawnej metropolii. Już dwa dni po jej ogłoszeniu, 30 listopada 1812 roku, na wody Zatoki Panamskiej z zadaniem zabrania hiszpańskich żołnierzy wpłynęły okręty Armada Española: fregaty „Prueba” i „Venganza”. Do zawarcia układu pokojowego doszło 4 stycznia 1822 roku. Ze strony panamskiej podpisywał go awansowany do stopnia generała José de Fábrega, a z hiszpańskiej kapitanowie José de Villegas i Joaquín de Soroa . 
Jednocześnie z zerwaniem zależności od Hiszpanii pojawiła się kwestia dalszych losów Panamy. Rozpatrywanymi możliwościami było dołączenie  do jednego z większych państw: Cesarstwa Meksyku, Wielkiej Kolumbii i Republiki Peru. Zaproponowana przez meksykańskiego delegata unia z Cesarstwem, które graniczyło w tym czasie z Panamą od jej zachodniej strony, została przez zgromadzenie odrzucona. Adwokatem związku z Peru był urodzony tam biskup Panamy, za tą propozycją przemawiały silne związki handlowe między oboma terytoriami. Zdecydowano się jednak zachować dawny związek z terenami wchodzącymi w skład Nowej Granady. Liczono na znaczne dochody płynące z transportu towarów między oboma brzegami państwa, dodatkowo Wielką Kolumbię uważano za przyszłą federację państw Ameryki Łacińskiej. Panama weszła w jej skład jako Departament Przesmyku (hiszp. Departamento del Istmo). Panamczycy sformułowali 700-osobowy oddział, który następnie wysłano jako wsparcie Simónowi Bolívarowi walczącemu w Peru .